# Конвенција
Конвенција је споразум или договор о модалитетима и правилима понашања. У савременом значењу конвенција се односи на међудржавне споразуме чији се ефекти односе на све потписнице. Појавом међународних институција, попут ОУН или ЕУ, конвенције постају обавезујући документи који унапређују живот грађана у свим земљама потписницама.